# Koji Takano
Koji Takano (født 23. december 1992) er en japansk fodboldspiller.
Han har spillet for flere forskellige klubber i sin karriere, herunder Tokyo Verdy, Giravanz Kitakyushu og Kagoshima United FC.